# Una fanciulla pastorale
Una fanciulla pastorale (An Arcadian Maid) è un cortometraggio muto del 1910 diretto da David W. Griffith.

## Produzione
Prodotto dalla Biograph Company, il film fu girato a Westfield, nel New Jersey e negli studi della Biograph il 22, 23 e 25 giugno 1910.

## Distribuzione
Il film - un cortometraggio in una bobina - fu distribuito dalla Biograph Company che lo fece uscire nelle sale cinematografiche statunitensi il 1º agosto 1910.
Negli archivi della Library of Congress, ne viene conservata una copia in 35 mm dal negativo in nitrato della Biograph. Altre copie sono conservate in 16 mm da positivi. Anche la fondazione Mary Pickford Institute for Film Education film collection conserva due copie in 35 mm, una da un positivo, l'altra da un negativo.
Il film è stato riversato su DVD pubblicato dalla Grapevine Video DVD edition, in una raccolta antologica di film di David W. Griffith.

### Date di uscita
- Stati Uniti d'America: 1º agosto 1910